# 林肯鎮區 (密蘇里州安德魯縣)
林肯鎮區（英語：Lincoln Township）是位於美國密蘇里州安德魯縣的一個行政鎮區。

## 地方資料
林肯鎮區的面積為115.15平方千米，當中陸地面積為113.42平方千米，而水域面積為1.73平方千米。根據2020年美國人口普查的數據，當地共有人口1479人，而人口密度為每平方千米12.84人。